# George Robinson (directeur de la photographie)
Pour les articles homonymes, voir Robinson et George Robinson.
George Hiram Robinson, connu comme George Robinson, est un directeur de la photographie (membre de l'ASC), acteur, réalisateur et producteur américain, né le 2 avril 1890 à South Riverside dans le comté de San Bernardino en Californie, mort le 30 août 1958 à Los Angeles (Californie).

## Biographie
Au cinéma, George Robinson débute comme acteur, apparaissant dans dix courts métrages muets de 1912 à 1916, expérience non-renouvelée.
Puis, comme chef opérateur, il fait carrière principalement au sein d'Universal Pictures et contribue à cent-soixante quinze films américains (notamment dans les genres du film d'horreur et du western), entre 1921 et 1957.
Parmi ses films notables, citons Le Rayon invisible de Lambert Hillyer (1936, avec Boris Karloff et Béla Lugosi), Le Fils de Monte-Cristo de Rowland V. Lee (1940, avec Joan Bennett et Louis Hayward), Le Signe du cobra de Robert Siodmak (1944, avec Maria Montez et Jon Hall), ou encore Tarantula ! de Jack Arnold (1955, avec John Agar).
Fait particulier, il photographie le duo comique Abbott et Costello dans dix films, entre 1945 et 1956, dont Deux Nigauds contre l'homme invisible de Charles Lamont (1951).
Toujours au cinéma, il est réalisateur et producteur de sept courts métrages musicaux, sortis de 1953 à 1958, année de sa mort.
Enfin, George Robinson est directeur de la photographie à la télévision, avec trois séries en 1952 et 1953. Principalement, il retrouve le duo comique pré-cité, sur vingt-six épisodes de la sitcom The Abbott and Costello Show (en).

## Filmographie partielle
(comme directeur de la photographie, sauf mention contraire)

### Au cinéma (sélection)
- 1915 : Three Hats de Travers Vale (court métrage, comme acteur)
- 1915 : A Railroader's Bravery de J. P. McGowan (court métrage, comme acteur)
- 1921 : Where Men are Men de William Duncan
- 1922 : The Silent Vow de William Duncan
- 1923 : The Steel Trail de William Duncan
- 1927 : The Wrong Mr. Wright de Scott Sidney
- 1927 : Sur la piste blanche (Back to God's Country) d'Irvin Willat
- 1928 : Stop that Man de Nat Ross
- 1928 : Guardians of the Wild d'Henry McRae
- 1929 : The Charlatan de George Melford
- 1929 : Hell's Heroes de William Wyler
- 1930 : La Voluntad del muerto de George Melford et Enrique Tovar Ávalos (version espagnol de The Cat Creeps)
- 1931 : Drácula de George Melford (version en espagnol de Dracula de Tod Browning, même année de sortie)
- 1933 : Horse Play d'Edward Sedgwick
- 1933 : Her First Mate de William Wyler
- 1933 : La Grande Cage (The Big Cage) de Kurt Neumann
- 1933 : Love, Honor and Oh Baby ! d'Edward Buzzell
- 1934 : Fascination (Glamour) de William Wyler
- 1934 : Audaces féminines (Cheating Cheaters) de Richard Thorpe
- 1934 : Strange Wives de Richard Thorpe
- 1934 : Les Grandes Espérances (Great Expectations) de Stuart Walker
- 1934 : Gift of Gab de Karl Freund
- 1934 : Half a Sinner (en) de Kurt Neumann

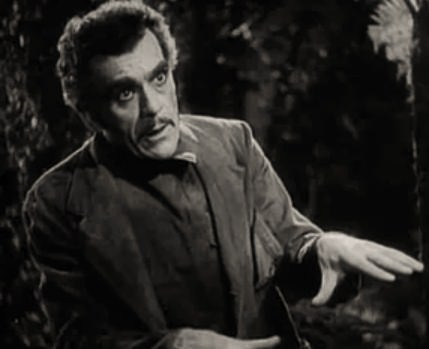
Le Rayon invisible (1936) :
Boris Karloff

- 1935 : The Mystery of Edwin Drood de Stuart Walker
- 1935 : Diamond Jim d'A. Edward Sutherland
- 1935 : Cinquante mille dollars morte ou vive (Three Kids and a Queen) d'Edward Ludwig
- 1935 : It happened in New York d'Alan Crosland
- 1936 : Le Rayon invisible (The Invisible Ray) de Lambert Hillyer
- 1936 : Postal Inspector d'Otto Brower
- 1936 : Une aventure de Buffalo Bill (The Plainsman) de Cecil B. DeMille
- 1936 : L'Or maudit (Sutter's Gold) de James Cruze
- 1936 : La Fille de Dracula (Dracula's Daughter) de Lambert Hillyer
- 1937 : Soixante-quinze minutes d'angoisse (The Man who cried Wolf) de Lewis R. Foster
- 1937 : Millionnaire à crédit (You're a Sweetheart) de David Butler
- 1937 : Après (The Road Back) de James Whale
- 1937 : When's Your Birthday? d'Harry Beaumont
- 1937 : Alerte la nuit (Night Key) de Lloyd Corrigan
- 1938 : Little Tough Guys in Society de Erle C. Kenton
- 1938 : Malfaiteurs au paradis (Sinners in Paradise) de James Whale
- 1938 : The Road to Reno de S. Sylvan Simon
- 1938 : Goodbye Broadway de Ray McCarey
- 1938 : Femmes délaissées (Wives Under Suspicion) de James Whale
- 1939 : Le Fils de Frankenstein (Son of Frankenstein) de Rowland V. Lee
- 1939 : Unexpected Father de Charles Lamont
- 1939 : Frères héroïques (The Sun Never Sets) de Rowland V. Lee
- 1939 : La Tour de Londres (Tower of London) de Rowland V. Lee
- 1939 : Un pensionnaire sur les bras (East Side of Heaven) de David Butler

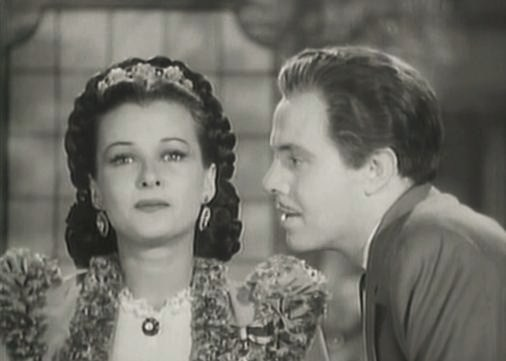
Le Fils de Monte-Cristo (1940) : Joan Bennett et Louis Hayward

- 1940 : Petite et Charmante (If I had My Way) de David Butler
- 1940 : Le Fils de Monte-Cristo (The Son of Monte Cristo) de Rowland V. Lee
- 1942 : La Jungle rugit (Drums of the Congo) de Christy Cabanne
- 1942 : The Falcon takes Over d'Irving Reis
- 1942 : Frankenstein rencontre le loup-garou (Frankenstein meets the Wolm Man) de Roy William Neill
- 1942 : Eyes of the Underworld de Roy William Neill
- 1942 : La Tombe de la Momie (The Mummy's Tomb) d'Harold Young
- 1942 : Give Out, Sisters d'Edward F. Cline
- 1943 : Le Fils de Dracula (Son of Dracula) de Robert Siodmak
- 1943 : La Femme gorille (Captive Wild Woman) d'Edward Dmytryk
- 1943 : Monsieur Swing (Mister Big) de Charles Lamont
- 1944 : Ali Baba et les Quarante Voleurs (Ali Baba and the Forty Thieves) d'Arthur Lubin
- 1944 : Destiny de Reginald Le Borg
- 1944 : La Maison de Frankenstein (House of Frankenstein) d'Erle C. Kenton
- 1944 : Le Signe du cobra (Cobra Woman) de Robert Siodmak
- 1944 : La Griffe sanglante (The Scarlet Claw) de Roy William Neill
- 1944 : Meurtre dans la chambre bleue (Murder in the Blue Room)
- 1945 : Show Boat en furie (The Naughty Nineties) de Jean Yarbrough
- 1945 : La Taverne du cheval rouge (Frontier Gal) de Charles Lamont
- 1945 : Deux Nigauds au collège (Here Come the Co-eds) de Jean Yarbrough
- 1945 : La Maison de Dracula (House of Dracula) d'Erle C. Kenton
- 1946 : The Scarlet Horseman de Lewis D. Collins et Ray Taylor (serial)
- 1947 : Linda Be Good de Frank McDonald
- 1947 : L'Exilé (The Exile) de Max Ophüls

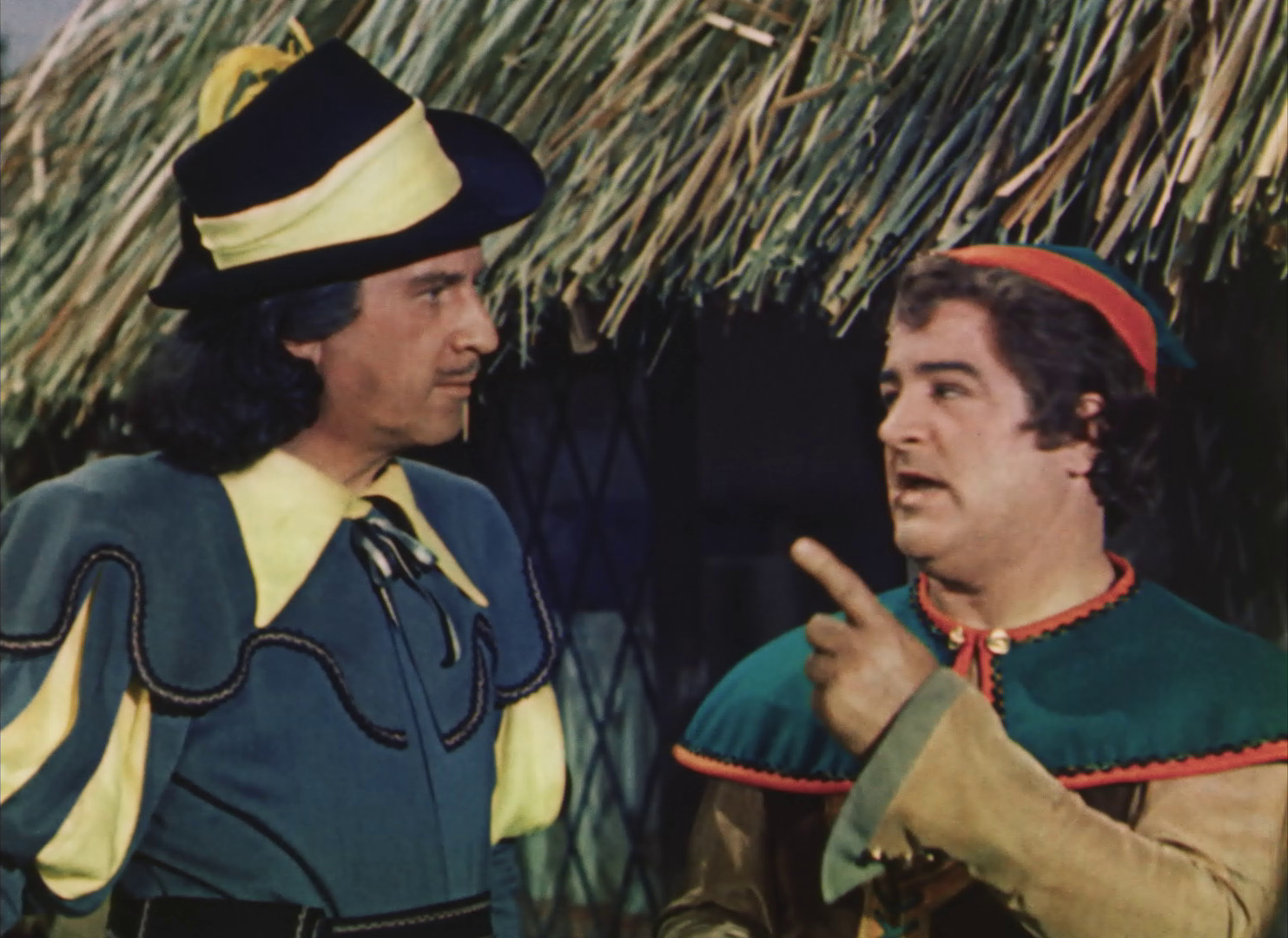
La Poule aux œufs d'or (1952) :
Abbott et Costello

- 1947 : Heading for Heaven de Lewis D. Collins
- 1947 : La Belle Esclave (Slave Girl) de Charles Lamont
- 1948 : La Grande Menace (Walked a Crooked Man) de Gordon Douglas
- 1948 : Blonde Ice de Jack Bernhard
- 1949 : N'oubliez pas la formule (Free for All) de Charles Barton
- 1951 : Deux Nigauds contre l'homme invisible (Abbott and Costello meet the Invisible Man) de Charles Lamont
- 1951 : Les Nouveaux Exploits de Robin des Bois (Tales of Robin Hood) de James Tinling
- 1951 : Deux Nigauds chez les barbus (Comin' Round the Mountain) de Charles Lamont
- 1952 : La Poule aux œufs d'or (Jack and the Beanstalk) de Jean Yarbrough
- 1952 : Deux Nigauds en Alaska (Lost in Alaska) de Jean Yarbrough
- 1953 : Ma and Pa Kettle on Vacation de Charles Lamont
- 1954 : La Montagne jaune (The Yellow Mountain) de Jesse Hibbs
- 1954 : Le Nettoyeur (Destry) de George Marshall
- 1955 : La Jungle des hommes (The Square Jungle) de Jerry Hopper
- 1955 : Tarantula ! (Tarantula) de Jack Arnold
- 1956 : Francis in the Haunted House (en) de Charles Lamont
- 1957 : Une arme pour un lâche (Gun for a Coward) d'Abner Biberman
- 1957 : The Night Runner d'Abner Biberman
- 1957 : Joe Dakota de Richard Bartlett (en)

### À la télévision
- 1952-1953 : Sitcom The Abbott and Costello Show, saison 1, 26 épisodes